# 역마살
역마살(驛馬煞)은 점술이나 사주에서 '한 곳에 정착하지 못하고 유랑하는 운명을 가진 살(煞)'을 의미하는 용어로, 역마(驛馬)라고도 한다. 과거에는 고향을 떠나 떠돌아다니다 객사하는 불행한 삶을 살게 된다고 여겨졌으나, 현대에는 정기적으로 해외를 오가는 외교관 또는 항공 승무원 내지는 여러 장소를 계속 이동하는 여행가 또는 운송업 등의 직업에서 능력을 발휘하기 적합한 것으로 해석된다. 또한 직업에서도 특정 조직에 소속되지 않고 자유롭게 옮겨다니는 프리랜서를 선호하는 경향이 있으며, 현재 상태에 안주하지 않고 다른 목표에 계속 도전하는 특징을 보인다.

## 보는 법
| 지지 | 子 | 丑 | 寅 | 卯 | 辰 | 巳 | 午 | 未 | 申 | 酉 | 戌 | 亥 |
| ---- | -- | -- | -- | -- | -- | -- | -- | -- | -- | -- | -- | -- |
| 역마 | 寅 | 亥 | 申 | 巳 | 寅 | 亥 | 申 | 巳 | 寅 | 亥 | 申 | 巳 |

역마살인지 보는 법은 생년(生年)이나 생일(生日)의 십이지를 따져 어떤 사주가 해당되는지 확인하는 방식이다.
- 신년(申年)·자년(子年)·진년(辰年) 또는 신일(申日)·자일(子日)·진일(辰日)에 태어난 사람은 인(寅)이 든 사주가 역마살이다.
- 인년(寅年)·오년(午年)·술년(戌年) 또는 인일(寅日)·오일(午日)·술일(戌日)에 태어난 사람은 신(申)이 든 사주가 역마살이다.
- 사년(巳年)·유년(酉年)·축년(丑年) 또는 사일(巳日)·유일(酉日)·축일(丑日)에 태어난 사람은 해(亥)가 든 사주가 역마살이다.
- 해년(亥年)·묘년(卯年)·미년(未年) 또는 해일(亥日)·묘일(卯日)·미일(未日)에 태어난 사람은 사(巳)가 든 사주가 역마살이다.